# 4713 Steel
4713 Steel (1989 QL) là một tiểu hành tinh vành đai chính bên trong được phát hiện ngày 26 tháng 8 năm 1989 bởi R. H. McNaught ở Siding Spring và đặt tên theo the space scientist Duncan Steel.